# Фучжоу (фільм)
«Фучжо́у» або «Очікуючи вантаж на рейді Фучжоу біля пагоди» — український художній фільм режисера Михайла Іллєнка 1994 року. Режисер створив дві версії фільму: кінотеатральну, тривалістю 88 хвилин; та розширену, двосерійну, тривалістю 125 хвилин Фільм вважають одним з найвідоміших прикладів українського фольклорного кіно. Він складається з двох частин. В «українській» змішані український фольклор, демонологія та іронія. Друга частина є пародією на спагеті-вестерни і пригодницькі фільми.
Буря закидає Ореста, сина українського емігранта, з Америки в українське село. Юнак, потрапляючи в різні пригоди, намагається повернутися до своєї коханої.

## Сюжет
Фільм починається двома неймовірними сценами: українська пісня лунає на тлі пальм; а на українське село налітає буря, з неба падає риба й невідомий хлопець, якого надалі називають «дурень». Куди б він не йшов, його супроводжує вітер. Місцевий житель, маляр, який називає себе «геній Ботічеллі», намагається допомогти «дурневі» згадати хто він. Ботічеллі показує йому свої еклектичні картини, серед яких є «Очікуючи вантаж на рейді Фучжоу біля пагоди». Ця картина стає для хлопця образом мрії, найкращого на світі місця, куди він мріє потрапити. Він також бачить картину «Дочка американського рибалки» і вирішує, що ця дівчина його кохана. «Дурень» покидає маляра в пошуках дівчини, проте дочка Ботічеллі, Маруся, затримує незнайомця та знаходить вітру застосування — запускати дитячих повітряних зміїв.
Селянин Горілий розповідає сусідам про свій чарівний капелюх, який притягує блискавки. І щойно він його одягає, як у хату вдаряє блискавка, спаливши Горілому зачіску. Мельник Степан Жменя годує «дурня». Його дружина Віддушина дізнається ім'я незнайомця — Орест, і утримує юнака, щоб його вітер крутив вітряки. Маруся закохалася в Ореста і звертається до відьми, щоб приворожити його. Степан обіцяє допомогти Оресту повернутися додому, якщо той заробить 100 карбованців. Орест вирішує зробити це якнайшвидше і робить вітер надто сильним, він ламає вітряки. Розорений Жменя погоджується безкоштовно вказати шлях до Америки.
Поки Орест пливе човном, Маруся захворіла через тугу за ним. Відьма намагається її вилікувати, але каже, що це не в її силах. Орест зустрічає гуцула, який спрямовує його далі в плаванні до Америки.
За якийсь час хлопець опиняється на американському узбережжі, де знаходить свою дівчину Катерину. Батько Катерини впізнає Ореста й розповідає як три роки тому його забрала буря. Він також каже, що решта рідні Ореста в Аргентині. Батько Катерини забороняє їм одружитися, але його абсурдні міркування приводять до висновку, що це треба зробити наступного дня. Тоді він повідомляє, що Катерина вже обіцяла одружитися з Матвієм Коштом. Орест проклинає батька Катерини й вирішує зірвати весілля.
Орест пробирається на корабель, яким пливуть Катерина та Матвій, викидає суперника за борт і забирає наречену. Але корабель, здавалося б, тоне і Катерина думає, що Орест загинув. Власник корабля Джим переконує її, що хлопець живий, але для Матвія говорить протилежне, щоб отримати вигоду з обох. Орест дрейфує в Бермудському трикутнику, звідки шле Катерині листа в пляшці.
Його знаходять моряки, що обіцяють доставити в Україну, в Канів. Але оскільки грошей у Ореста мало, його доставляють тільки на мис Канаверал. Орест погоджується, б'ється проти посіпак Джима та добивається права на корабель за те, що врятував його. Орест і Катерина пливуть у Фучжоу. В Україні Маруся малює власну картину Фучжоу.

## Акторський склад
- Тарас Денисенко — Орест
- Іванна Іллєнко — Маруся
- Валентин Троцюк — Ботічеллі
- Богдан Ступка — Матвій Кошт
- Дар'я Рашеєва — Катерина
- Наталя Розкокоха — Віддушина
- Богдан Бенюк — Горілий
- Тетяна Печенкіна[4] (в титрах — Печьонкина) — дружина Горілого
- Юрій Рудченко — Степан Жменя
- Галина Сулима — відьма
- Олексій Горбунов — горбун
- Дмитро Миргородський — гуцул
- Кристиян Конінгі — Джим
- Лев Перфілов — батько Катерини
- Костянтин Шафоренко — адвокат
- Артур Лі — китаєць
- Євген Пашин — феєрверкер
- Ростислав Гуревич — розумна дитина

та ін.

## Творча група
- Сценарист та режисер-постановник: Михайло Іллєнко
- Оператор-постановник: Богдан Вержбицький
- Художники-постановники: Оксана Тимонішина, Ігор Влазнєв
- Консультанти: Святослав Веремієнко (Франція—Реймс), Дмитро Бірюкович
- Звукооператор: Юрій Риков
- Монтаж: Елеонора Суммовська
- Редактор: Катерина Шандибіна
- Художники по костюмах: Л. Сердінова, Н. Турсеніна
- Художники по гриму: О. Бондарева, О. Маслова
- Комбіновані зйомки:
  - оператор: С. Горбік
  - художник: О. Савицький
- Художник-фотограф: В. Гавричков
- Режисери: Г. Горичева, Вітольд Янпавліс
- Асистенти:
  - режисера: А. Капацевич, Г. Кувивчак, Л. Малая, О. Мельник, І. Найда, О. Фокіна
  - оператора: А. Тримбач
  - художника: С. Корнієнко
- Монтажниця: Ю. Бармашенко
- Декоратор: О. Філь
- Гример: М. Волкова
- Директор фільму: Олександр Богатирьов

## Музика у фільмі
- Композитор: Володимир Гронський
- В фільмі звучать народні пісні у виконанні:
  - тріо «Золоті ключі» (Ніна Матвієнко, Марія Миколайчук, Валентина Ковальська)
  - народного хору під керівництвом Леопольда Ященка
- Симфонічний оркестр під керуванням диригента Володимира Сіренка
- Інструментальний ансамбль Київського театру естради, диригент: Олександр Шаповал

## Критика
Анастасія Канівець у журналі «Кіно-Театр» зазначала, що герой «Фучжоу» живе в умовному просторі міфу, де органічно сполучаються різнорідні теми. Пейзажі, гама, простір й настрій ділять фільм на дві частини, що складають єдине ціле. Переходячи між ними, герой змінюється, стає активним і сильним духом. Але і в Україні, і в Америці він лишається носієм суто української ідентичності. По суті, з цього фільму починається опрацювання Іллєнком національного міфу, його осучаснення. Та якщо Орест населяє український світ, то герой пізнішого фільму Іллєнка, «Того, Хто Пройшов Крізь Вогонь» (2011), цей світ розширює. Канівець віднесла фільм до «української трилогії» Іллєнка, куди входять «Той, Хто Пройшов Крізь Вогонь» і «Толока» (2019).
Згідно з 1+1, «Фучжоу» є рідкісним прикладом містичної драми в українському кінематографі, яка майстерно поєднує фантастику та глибоку філософію. Сюжет перегукуються із сучасними реаліями: пошуком правди, боротьбою за ідентичність і роллю випадковості в житті людини.

## Фестивалі та премії
Фільм здобув нагороди:
- 1993: МКФ «Золотий орел[ka]» (Тбілісі, Грузія) — Диплом журі
- 1994: КФ «Сузір'я» (Москва, Росія) — Медіапремія
- 1995: МКФ «Стожари» (Київ, Україна)
  - Ґран-прі За найкращий дебют (Іванна Іллєнко)
  - Приз за найкращу чоловічу роль другого плану (Богдан Ступка)
  - Приз за найкращу жіночу роль в номінації «Непрофесійний виконавець ролі» (Наталя Розкокоха)
- 1999: МКФ автор. кіно в Белґраді— Диплом за режисуру